# Сансье — Добантон (станция метро)
Сансье — Добантон (фр. Censier - Daubenton) — станция линии 7 Парижского метрополитена, расположенная в V округе Парижа. Названа по двум близлежащим улицам, отходящим в сторону от рю Монж — рю Сансье и рю Добантон, названной в честь учёного натуралиста Луи Жана-Мари Добантона. Рядом со станцией находится университет Университет Париж III Новая Сорбонна — одна из частей бывшей Сорбонны.

## История
- Станция открылась 15 февраля 1930 года при продлении линии 10 до станции Пляс д'Итали. Однако уже 26 апреля 1931 года открылся участок Сюлли — Морлан — Пляс-Монж, в результате чего весь участок южнее Пляс-Монжа перешёл в состав линии 7.
- В апреле 2010 года станция стала первой в Парижском метро, на которой было установлено LED-светодиодное освещение[2].
- Пассажиропоток по станции по входу в 2011 году, по данным RATP, составил 3 766 777 человек[3]. В 2012 году на станцию вошли 3 868 653 человека[4], а в 2013 году этот показатель снизился до 3 777 857 пассажиров (137 место по уровню входного пассажиропотока в Парижском метро)[5]

## Галерея

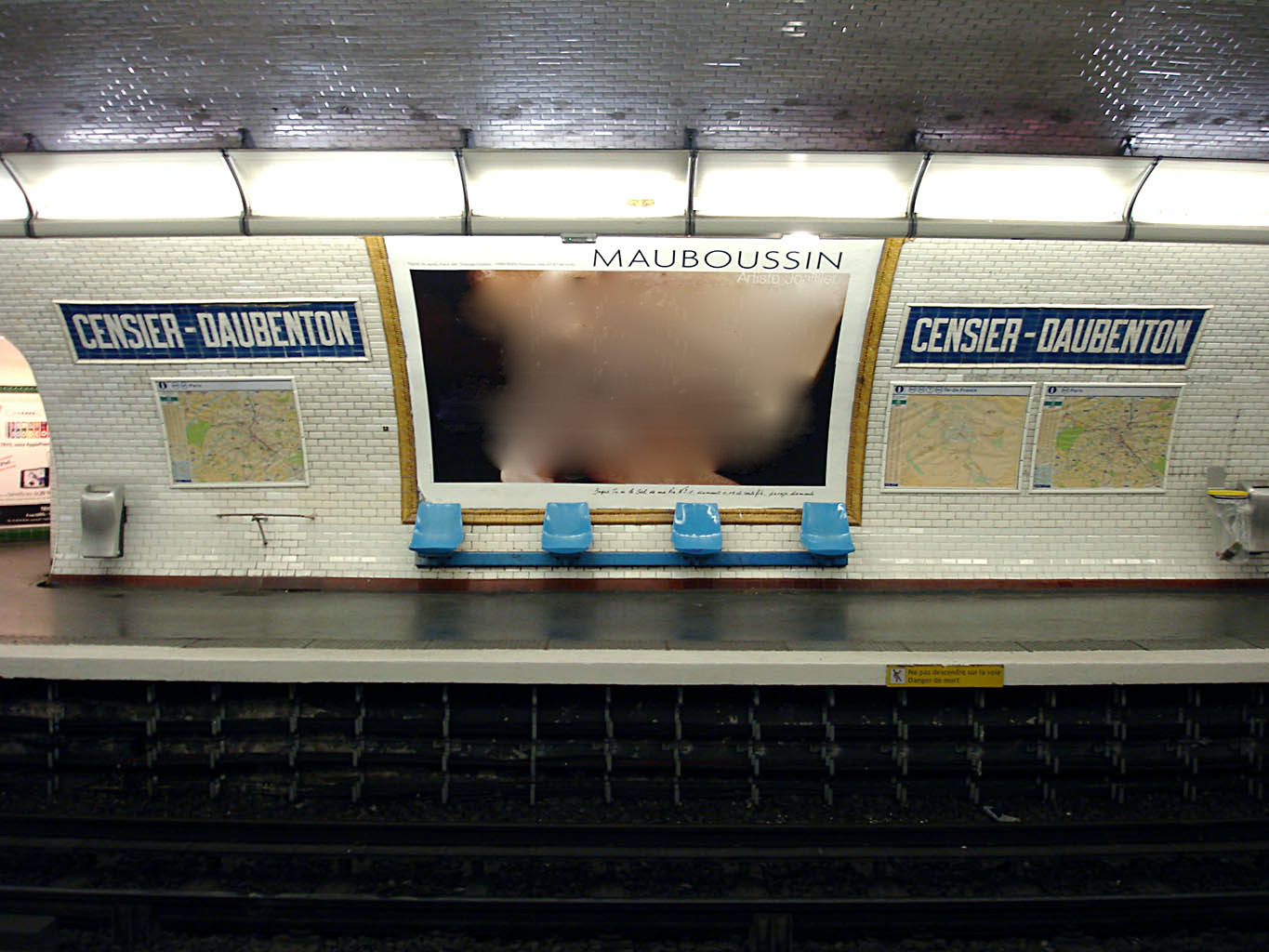
Оформление путевой стены